# NGC 1227
NGC 1227 is een balkspiraalstelsel in het sterrenbeeld Perseus. Het hemelobject werd op 10 januari 1880 ontdekt door de Franse astronoom Édouard Jean-Marie Stephan.

## Synoniemen
- PGC 11880
- UGC 2577
- ZWG 525.3
- ZWG 524.62